# 人民事业报
《人民事业报》（法語：La Cause du peuple）是一份已停刊的法国报纸。它由罗兰·卡斯特罗于1968年5月1日创办。《人民事业报》报社曾是无产阶级左翼的机关报。